# Ратко Вујовић
Ратко Вујовић Чоче (Никшић, 16. децембар 1916 — Београд, 29. октобар 1977) био је учесник Шпанског грађанског рата и Народноослободилачке борбе, генерал-пуковник ЈНА и народни херој Југославије.

## Биографија
Рођен је 16. децембра 1916. у Никшићу. Основну школу је завршио y Никшићу, а гимназију у Никшићу и Цетињу. После завршене гимназије, 1936. године, отишао је на студије агрономије у Праг (на Факултету пољопривредног и шумарског инжењерства Чешког техничког универзитета).
Са почетком Шпанског грађанског рата, Ратко, међу првим југословенским добровољцима, стиже у Шпанију, крајем 1936. године и прикључује се борби за одбрану Шпанске републике. После кратке обуке упућен је, као борац батаљона „Димитров“ на фронт Харама, код Мадрида. После је пребачен у 129. интернационалну бригаду, у којој су се налазили Југословени, и тамо је обављао дужност заменика командира вода (командир вода је био Франц Розман Стане). У Шпанији је, 1938. године, примљен у чланство Комунистичке партије Југославије (КПЈ).
После завршетка рата, заједно са осталим борцима Интернационалних бригада, повукао се у Француску, где је заточен у логор Аржелес, код Перпињана. Маја 1941. године, са једном групом југословенских заточеника, пријавио се за добровољни рад у Немачкој, где је радио у једном руднику, код Лајпцига. Из Немачке је током августа успео да се, преко већ успостављених партијских веза, пребаци у Југославију.
Септембра 1941. године долази у, тада ослобођени, Дрвар и постаје политички комесар прве партизанске чете. Новембра 1941. године упућен је на Козару, где је најпре био заменик, а затим и политички комесар Другог крајишког (козарског) НОП одреда.
Јула 1942. године, за време велике непријатељске офанзиве на Козару, заједно са Јосипом Мажаром Шошом и Милошем Шиљеговићем, руководио је партизанским јединицама.
Када је 22. септембра 1942. године формирана Пете крајишке козарске ударне бригаде, постао је заменик команданта. Касније је постао начелник обавештајног центра Оперативног штаба за Босанску крајину. Септембра 1943. године, као обавештајни официр Трећег босанског корпуса НОВ и ПОЈ, прешао је у источну Босну и тамо учествовао у првој операцији за ослобођење Тузле. Потом је био командант Петнаесте мајевичке ударне бригаде и начелник штаба 17. источнобосанске дивизије. Јануара 1945. године постављен је за начелника Оперативног штаба за Косово и Метохију.
После ослобођења Југославије, завршио је Вишу војну академију ЈНА и обављао многе одговорне дужности у Југословенској народној армији (ЈНА) — био је заменик начелника Друге управе Генералштаба ЈА, помоћник команданта за позадину армије, командант корпуса, начелник управе у Савезном секретаријату за народну одбрану (ССНО) и друго. Пензионисан је у чину генерал-пуковника ЈНА, 1976. године.
Био је међу оснивачима и изабран је за првог председника ФК Партизан.
Умро је 29. октобра 1977. у Београду. Сахрањен је у Алеји заслужних грађана на Новом гробљу у Београду.
Носилац је Партизанске споменице 1941. и других високих југословенских одликовања, међу којима су — Орден ратне заставе, Орден заслуга за народ са златном звездом, Орден братства и јединства са златним венцем, Орден партизанске звезде са сребрним венцем, Орден за храброст и др. Орденом народног хероја одликован је 27. новембра 1953. године.

## Галерија
- Партизанска споменица 1941.
- Орден народног хероја